# Astia colemani
Astia colemani är en spindelart som beskrevs av Fred R. Wanless 1988. Astia colemani ingår i släktet Astia och familjen hoppspindlar. Inga underarter finns listade.